# Ombilic glaciaire
Pour les articles homonymes, voir Ombilic (homonymie).

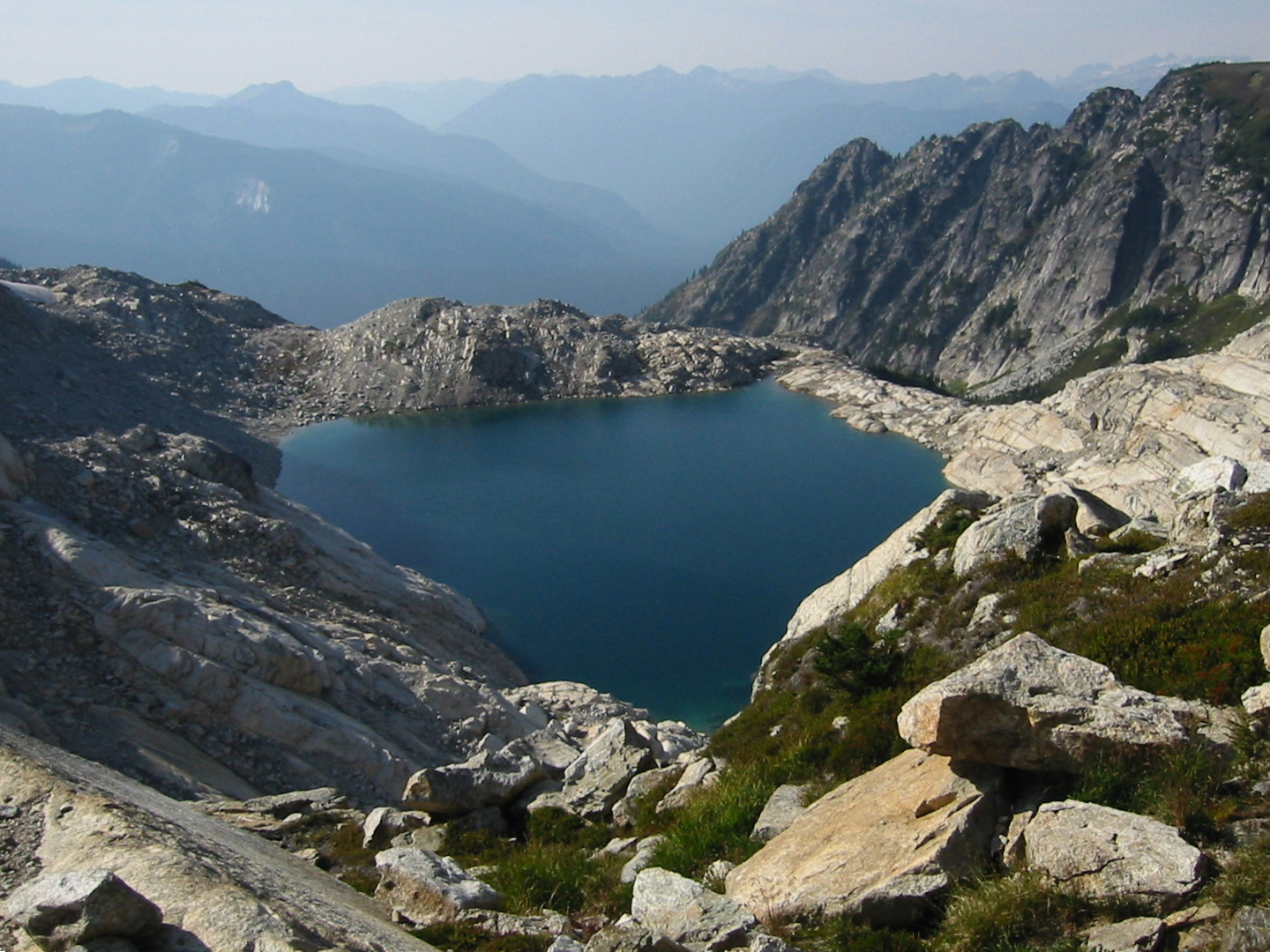
Le lac Triad dans l'État de Washington, aux États-Unis, qui remplit un ombilic glaciaire.

Un ombilic glaciaire est la partie surcreusée d'une vallée glaciaire. Après le retrait du glacier, cette dépression est généralement occupée par un lac de taille variable qui se comble peu à peu par des alluvions fluvio-lacustres jusqu'à former une plaine.

## Formation
Un ombilic glaciaire se forme lorsqu'un glacier de vallée est ralenti dans sa course par un verrou glaciaire ou un brutal changement de direction de la vallée. La glace s'accumule alors en amont du point de ralentissement ce qui lui confère un plus grand pouvoir érosif. Le relief résultant est une dépression dans le fond de la vallée dont la partie aval est barrée par le verrou lui-même ou bien un pseudo-verrou.
La présence d'un ombilic glaciaire est un indice déterminant dans la mise en évidence d'une érosion glaciaire car contrairement à un cours d'eau, seul un glacier est capable de déblayer des matériaux pour former une dépression en leur faisant remonter une pente.

## Caractéristiques
Un ombilic glaciaire est généralement de forme allongée et orienté dans le sens de la vallée. Dans le cas d'une déglaciation de la vallée, l'ombilic se remplit généralement de l'eau de fonte du glacier, formant alors un lac. Du fait de la topographie du terrain, ce lac occupe généralement une grande partie de la vallée jusqu'aux versants des montagnes qui peuvent tomber de manière abrupte dans les eaux. Sa profondeur peut être importante, jusqu'à plusieurs centaines de mètres et descendant parfois sous le niveau de la mer. C'est le cas du lac de Garde en Italie dont la profondeur atteint 295 mètres sous le niveau de la mer. Peu à peu, le lac se comble en accumulant des alluvions fluvio-lacustres. Une fois totalement comblé, l'emplacement du lac est occupé par une plaine très plane comme c'est le cas du Grésivaudan dans les Alpes françaises dont le paléo-lac s'étirait de l'aval de Grenoble à Albertville.

## Source
- « Les formes d'ablation majeures », sur geoglaciaire.net (consulté le 6 octobre 2024)